# Estadio Mario Camposeco
Estadio Mario Camposeco – stadion piłkarski w gwatemalskim mieście Quetzaltenango, w departamencie Quetzaltenango. Obiekt może pomieścić 11 000 widzów, a swoje mecze rozgrywa na nim drużyna Xelajú MC.
Decyzję o budowie stadionu podjął w listopadzie 1947 narodowy komitet olimpijski, podczas przygotowań do Igrzysk Ameryki Środkowej i Karaibów. Ziemię pod budowę obiektu, znajdującą się w jednej z głównych dzielnic Quetzaltenango, przeznaczył urząd miasta, zaś koszt budowy wyniósł 83 219 gwatemalskich quetzali. Arena początkowo miała pojemność 15 000 miejsc, nosiła nazwę Estadio Escolar („Stadion Szkolny”) i była przeznaczona głównie dla użytku dzieci i młodzieży.
Stadion został oficjalnie otwarty 8 września 1950 na inaugurację młodzieżowej olimpiady odbywającej się w Quetzaltenango w ramach obchodów rocznicy niepodległości Gwatemali. W 1951 roku obiekt przemianowano na Estadio Escolar Mario Camposeco, na cześć Mario Camposeco, legendarnego piłkarza klubu Xelajú MC, który zginął tragicznie w wypadku lotniczym. Początkowo stadion był gospodarzem rozgrywek w różnych dyscyplinach sportu, lecz w miarę upływu czasu został przystosowany głównie do goszczenia spotkań piłki nożnej; zlikwidowano wówczas otaczającą boisko 400–metrową bieżnię, zredukowano pojemność do 7 000 miejsc, a także usunięto człon „Escolar” z nazwy areny.
Obiekt przeszedł kolejną renowację w 1999 roku, kiedy to wymieniono murawę, wprowadzono nowy system drenażu oraz wzniesiono cztery wieże ze sztucznym oświetleniem. W 2005 roku zwiększono pojemność stadionu do 11 000 miejsc, głównie poprzez rozbudowę południowej trybuny. W 2012 roku, w związku z występem drużyny Xelajú MC w rozgrywkach Ligi Mistrzów CONCACAF, usprawniono system oświetlenia. Na stadionie, oprócz meczów piłkarskich, odbywając się również koncerty muzyczne wykonawców krajowych i zagranicznych.